# Miodrag Stošić
Miodrag Stošić (ur. 25 lutego 1981 w Belgradzie) jest serbskim piłkarzem grającym na pozycji obrońcy w klubie Stade Lavallois.

## Kariera klubowa
Miodrag którego jest kapitanem. Zawodnik jest wychowankiem klubu OFK Beograd, w trakcie swojej kariery grał także w klubach FK Loznica i FK Radnički Obrenovac. Obecnie zainteresowanie zawodnikiem wyraził lider polskiej ekstraklasy, Lech Poznań.
| Sezon   | Klub            | Kraj    | Rozgrywki  | Mecze | Bramki | Rozgrywki Europy | Mecze | Bramki |
| ------- | --------------- | ------- | ---------- | ----- | ------ | ---------------- | ----- | ------ |
| 2008/09 | Vojvodina       | Serbia  | Super liga | 25    | 3      | Liga Europy UEFA | 3     | 0      |
| 2009/10 | Nîmes Olympique | Francja | Ligue 2    | 31    | 2      | -                | -     | -      |
| 2010/11 | Nîmes Olympique | Francja | Ligue 2    | 35    | 2      | -                | -     | -      |
| 2011/12 | Nîmes Olympique | Francja | National   | 20    | 2      | -                | -     | -      |
| 2012/13 | Nîmes Olympique | Francja | Ligue 2    | 5     | 0      | -                | -     | -      |
| 2012/13 | Stade Lavallois | Francja | Ligue 2    | 0     | 0      | -                | -     | -      |

Stan na: 21 stycznia 2013 r.